# 라스캄보니 운동
라스캄보니 운동 또는 라스캄보니 전선은 남부 소말리아에서 활동 중인 준군사조직이다. 아흐메트 모하메드 이슬람이 이끌고 있으며 라스캄보니 운동의 회원들은 급진적 이슬람 단체인 알샤바브에 반대하고 있다. 라스캄보니 여단에서 독립한 단체인 알샤바브나 히즈불 이슬람과는 달리 라스캄보니 운동은 소말리아 정부와 협력하고 있다.

## 역사
라스캄보니 운동의 군인들은 알샤바브 요원들과 자주 충돌했다. 2011년 3월 13일 디프 마을에서 이들은 알샤바브 요원들과 전투를 벌였고, 라스캄보니는 전투에서 알샤바브의 차량을 파괴하고 5명을 사살했다고 주장했다. 2011년 4월 3일 라스캄보니 운동은 연방 임시 정부 및 케냐 공군과 연합하여 알샤바브 군대가 있는 국경 마을 도블리르 점령했다.
2012년 7월 라스캄보니 운동은 노르웨이 난민의회에서 온 4명의 구조활동가가 납치당하자 구출 작전을 펼치기로 결정했다. 2012년 9월 아프리카 AU 사절단의 지원을 받은 소말리아 국민군과 라스캄보니 군벌들이 알샤바브 반군으로부터 키스마요를 탈환했다는 소식이 들렸다.
2014년 2월, 알샤바브 요원들은 키스마요에 대대적인 공격을 펼쳐 라스캄보니 운동의 요원들을 색출하고자 했고, 이 전투에서 라스캄보니 운동의 요원들과 소말리아 민간인들이 사망했다. 2월 19일 라스캄보니 운동은 알샤바브 요원이었던 경호원에게 살해당한 이세 캄보니를 보고 수색 작전을 시작했다. 라스캄보니 운동은 알샤바브 용의자들을 한 명씩 사살했고, 150명 이상의 시민들이 지역 경찰이 이세의 암살과 연관이 있다고 밝혔다. 7명의 민간인이 기습 단속 동안 사망했다고 밝혀졌다. 수백 명의 노인과 사업가들은 이미 도시를 떠난 후였다.

## 같이 보기
- 민간군사기업